# Compton/Woodley Airport
Compton/Woodley Airport is een vliegveld in Compton, Californië. Het dient de mensen uit Los Angeles County. Het vliegveld gebruikt de IATA vliegveld code CPM. Het vliegveld werd geopend op 10 mei, 1924 en is eigendom van Los Angeles County.
Compton/Woodley Airport wordt uitsluitend gebruikt voor de kleine luchtvaart en als een alternatief voor Los Angeles International Airport, dat 12,8 km ten westen ligt.